# Snorri Húnbogason
Snorri Húnbogason (1110 - 1170) fue un sacerdote y lagman (lögsögumaður) de Islandia. Vivió en Skarð á Skarðsströnd, Dalasýsla y pertenecía al clan familiar de Skarðverjar. Era hijo del bóndi Húnbogi Þorgilsson. Desempeñó su cargo desde 1156 hasta su muerte en 1170. Íslendingabók menciona que era un hombre de temple y mucha calma como su padre y no dado a favorecer amargas disputas con sus vecinos, Hvamm-Sturla y Einar Þorgilsson.